# Wuling Motors

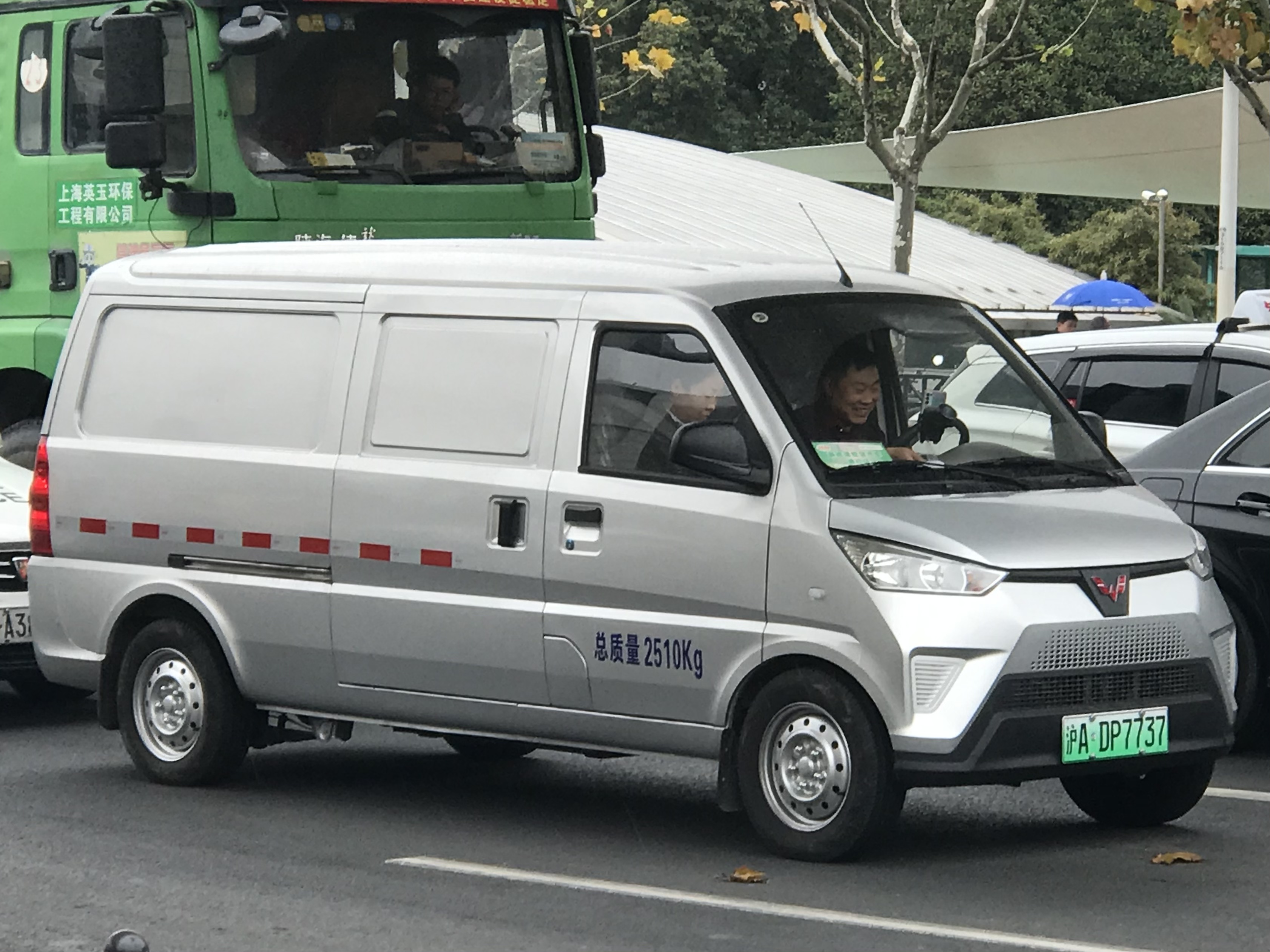
Wuling EV50

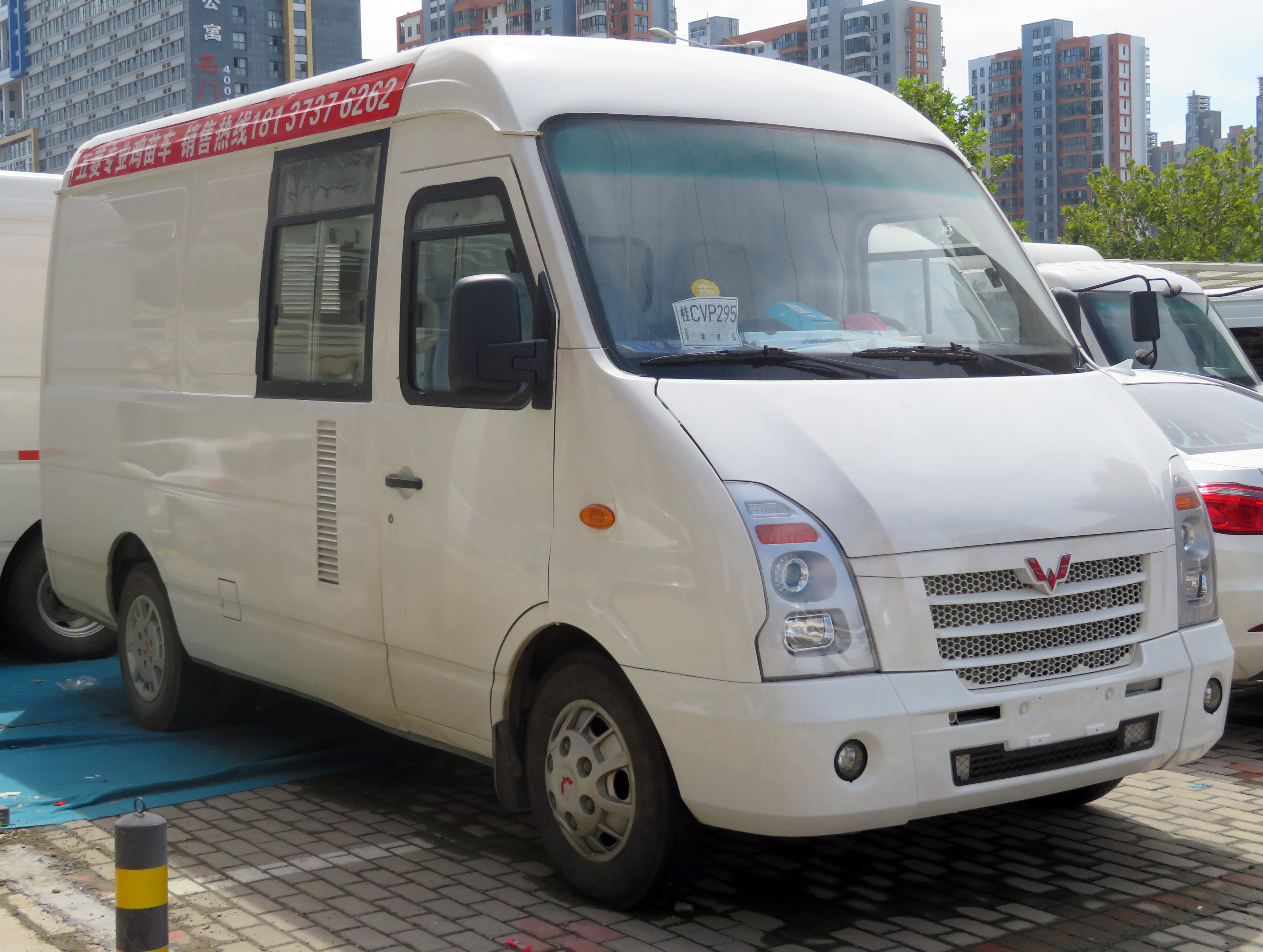
Wuling EV80

Wuling Motors (chiń. upr. 五菱汽车) – chiński producent samochodów dostawczych, specjalistycznych i niskich prędkości, z siedzibą w Liuzhou, działający od 2007 roku. Należy do chińskiego koncernu Guangxi Auto.

## Historia
Po tym jak w 2002 roku powstało joint-venture SAIC-GM-Wuling, produkcją wszystkich ówczesnych i kolejnych samochodów marki Wuling zajął się ten podmiot, a Wuling Group pozostał producentem części i udziałowcem wspólnego przedsięwzięcia. Zmianie uległo to w 2007 roku, gdy zdecydowano się rozbudować portfolio Wuling Group poprzez utworzenie oddziału Wuling Motors. Niezależnie od samochodów Wuling produkowanych przez SGMW, także i on zaczął korzystać równolegle z marki Wuling na rzecz pojazdów specjalistycznych i autobusów. W kolejnych latach wśród produktów wytwarzanych przez tę firmę znalazły się także m.in. wózki golfowe.
W 2015 roku natąpiło kolejne przekształcenie, w wyniku którego Wuling Group stał się państwowym koncernem samochodowym pod nową nazwą Guangxi Auto. Przyniosło to stopniową rozbudowę oferty Wuling Motors, w której w 2020 roku znalazł się elektryczny samochód dostawczy oparty na konstrukcji produkowanej przez SGMW - model EV50. Ponadto, firma objęła swoim obszarem działalności m.in. także pojazdy turystyczne i niskich prędkości.

## Modele samochodów

### Obecnie produkowane

#### Samochody dostawcze
- EV50
- EV80

#### Autobusy
- S200
- S300
- Panda
- Business Bus

#### Pojazdy specjalistyczne
- Golf Car
- WLQ
- Weiwei
- L100